# Hamburgs statsopera
Hamburgs statsopera är ett operahus i närheten av Gänsemarkt i Hamburg i Tyskland.
Operan vid Gänsemarkt uppfördes 1678 första gången och revs 1763. 1765 stod ett nytt hus på plats som senare kallades Hamburgisches Stadt-Theater. Ett nytt operahus uppfördes på Dammtorstrasse 1827 men detta hus förstördes i andra världskriget 1943. Dagens byggnad stod klar 1955.

## Bilder

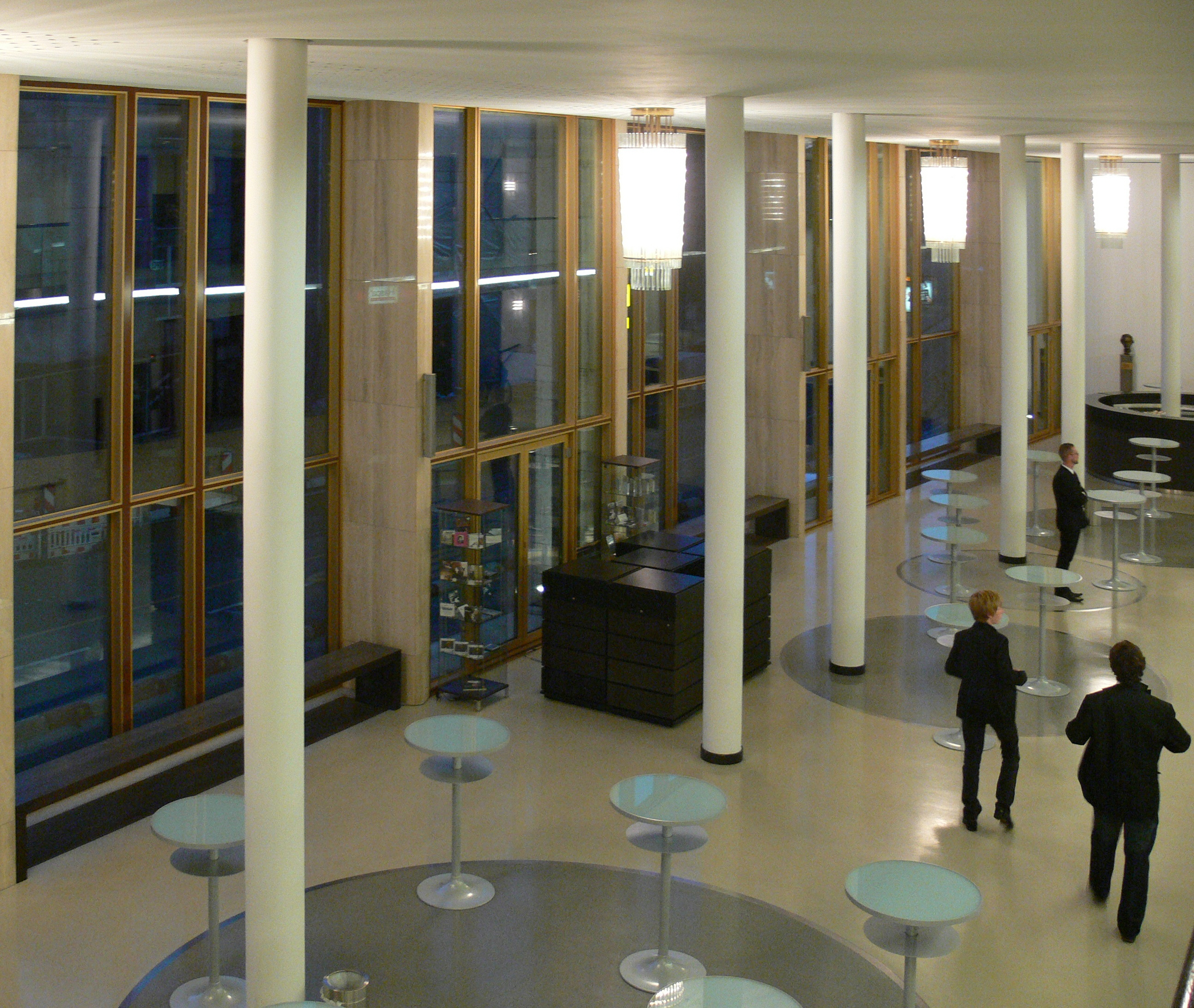
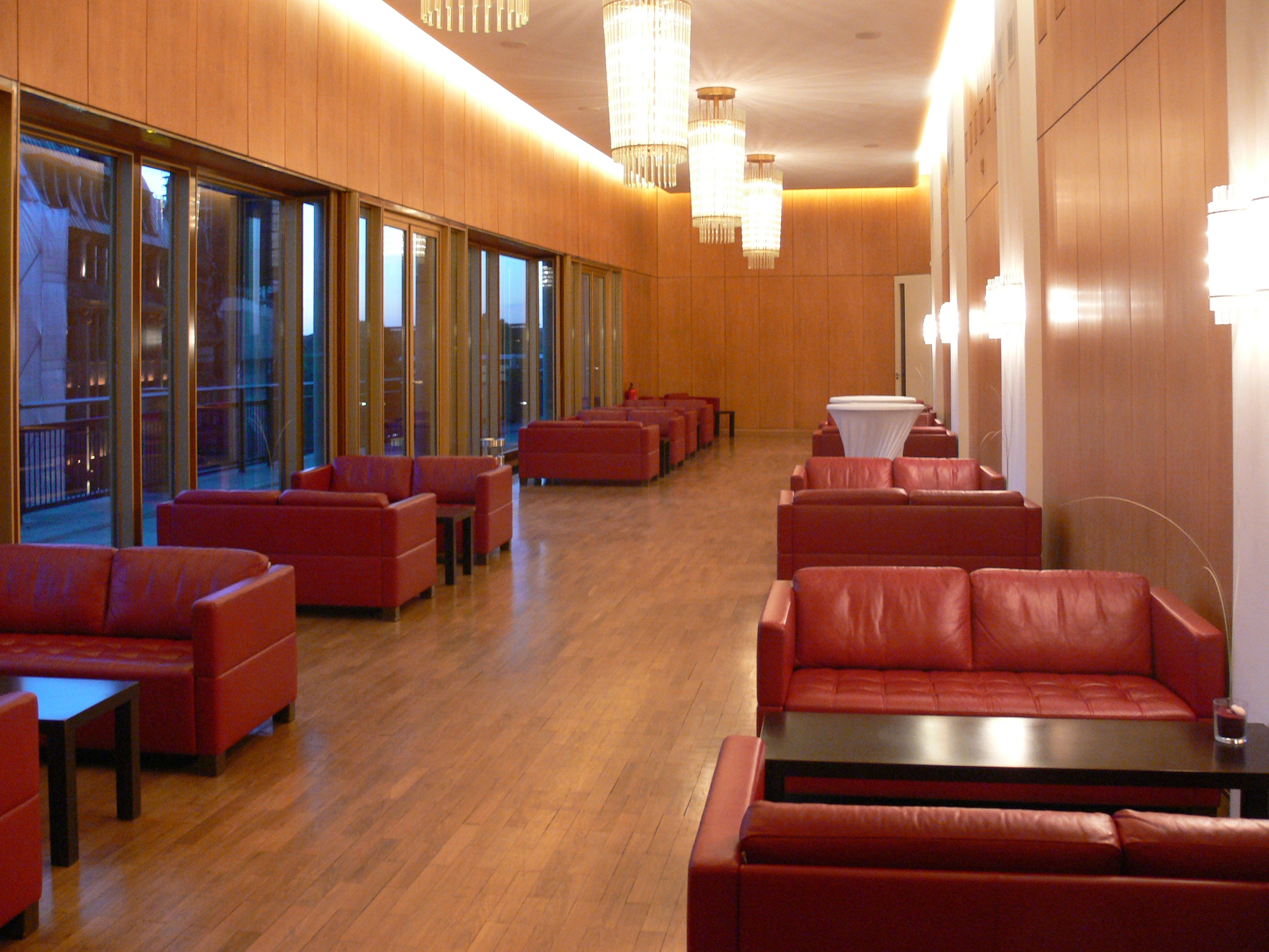